# Večići
Večići (szerbül: Вечићи), falu Bosznia-Hercegovinában, a Bosanska Krajina keleti részén, Kotor-Varoš községben, a Szerb Köztársaságban. 

## Fekvése
A település Bosznia-Hercegovina északi részén, Banja Lukától légvonalban 29, közúton 41 km-re délkeletre, községközpontjától légvonalban 6, közúton 8 km-re délkeletre, a Vrbanja-folyó bal partján, a Večići mezőn (Večićko polje), a Crvcka torkolatánál, 315-650 méteres magasságban található. A település részben a Brižine nevű magaslat (373 m) és a Bajrića-hegy (460 m) között a Doca lejtőjén, részben pedig a Večićko polje viszonylag tágas mezőjén terjed, egészen Uzlomac déli lejtőiig húzódik. Főbb településrészei: Draguljići, Marjanovići, Rastik, Staza, Večići és Vukovice. A helyi közösség központja Vrbanjciban található.

## Népessége
| Nemzetiségi csoport | Népesség 1991 | Népesség 2013 |
| ------------------- | ------------- | ------------- |
| Szerb               | 409           | 7             |
| Bosnyák             | 1116          | 652           |
| Horvát              | 221           | 25            |
| Jugoszláv           | 1             | 0             |
| Egyéb               | 3             | 3             |
| Összesen            | 1744          | 687           |

## Története
A délszlávok a 7. században telepedtek le a Vrbanja völgyében, ahol a többség a rómaiakkal keveredett illír bennszülött volt. A bennszülöttekkel keveredve utódaik a modern korig megmaradtak. A Balkán elszlávosítása a 10. században fejeződött be, és létrejöttek az első délszláv államok, köztük az első boszniai állam. A község területén talált večići és šipragei travertin stećak sírkövek egy óboszniai településről tanúskodnak (legkésőbb a 12. századból). A legközelebbi stećak sírkövekkel rendelkező középkori temető Večići nekropolisza, mely a Trzan-hegyen található, ahol állítólag egykor Szent Illés bogumil temploma állt. Andrija Zirdum kutatásai is megerősítik, hogy itt már a középkorban állt a Szent Illés prófétának szentelt plébániatemplom. Az oszmán hódítás során a Večići-mezőn nagy csata zajlott, amelyben az oszmánok megütköztek a boszniai erőkkel, akik visszavonultak a fölényben levő ellenség elől.
A vegyes lakosságú település 1878-ig tartozott az Oszmán Birodalomhoz, ekkor a berlini kongresszus határozata alapján az Osztrák-Magyar Monarchia része lett. 1879-ben az első osztrák-magyar népszámlálás során a Banja Luka-i járáshoz tartozó településnek 65 háztartása, 282 muszlim, 68 római katolikus és 142 ortodox lakosa volt.  1910-ben a Kotor Varoš-i járáshoz tartozó településen 86 háztartást, 299 muszlim, 215 ortodox és 109 római katolikus lakost találtak. A monarchia szétesésével 1918-ban előbb a Szerb-Horvát-Szlovén Királyság, majd 1929-től a Jugoszláv Királyság része lett. 1921-ben 609 lakosa volt, melyből 107 római katolikus, 253 muszlim és 249 ortodox volt. Az 1929-es törvény értelmében, amikor Bosznia-Hercegovinát négy banovinára, Drinskára, Vrbaskára, Zetskára és Primorskára osztották, a település a Vrbaska banovina része lett, amelynek székhelye Banja Luka volt. 
Jugoszlávia megszállása után a Független Horvát Állam (NDH) része lett. A második világháború alatt a Vrbanja tágabb területét a partizánok (harmadik és negyedik proletárdandár) többször elfoglalták, majd elveszítették. A német megszállók a csetnikekkel és az usztasákkal együttműködve (1942-ben) ismételten elfoglalták. Két német katona Staza községben történt meggyilkolása miatt Večići és környéke teljes lakosságát fogságba vetették és a jasenovaci koncentrációs táborba szállították, majd egy Banja Luka-i katolikus vezető közbenjárására a foglyok többségét elengedték..
A második világháború után 1992-ig a szocialista Jugoszlávia részeként a Bosznia-Hercegovinai Népköztársasághoz tartozott. Hosszú általános pangás után a múlt század hatvanas éveiben, a lakosság Németországba és más nyugati országokba való kivándorlása után indult meg a fejlődés. A boszniai háború során 1992 októberében a szerb hadsereg kiűzte a teljes bosnyák és horvát lakosságot. 1992 tavaszán a boszniai szerb erők megkezdték az etnikai tisztogatást az egész boszniai Krajinában. A bosnyákokat és horvátokat tömegesen gyilkolták meg, a többieket száműzték. Településeiket teljesen elpusztították, akárcsak a Vrbanja-völgy más részein, Kruševo Brdótól a folyó orbászi torkolatáig.
A megközelíthetetlen Cvrcka-szoros védelmének köszönhetően a Közép-Bosznia északnyugati részén fekvő Većići állt ellen a legtovább a szerb erők egyenlőtlen támadásainak, amely hatalmas veszteségekkel Travnik területe felé vonult vissza. Većići lakosai és a környező falvakból újonnan érkezett száműzöttek erős ellenállást szerveznek a sokszorosan fölényben levő ellenséggel szemben. Az egykori JNA légierejének repülőgépei többször is átrepültek és bombázták a falu területét, mind pusztító bombákkal, mind nagyerejű rakétákkal. A hat hónapos ostrom során a település 168 lakosa pusztult el. Félévnyi heves harcok, nagyszámú sebesült és krónikus élelem- és lőszerhiány után mintegy 500 harcos indult a bekerítésből való áttörésre. Nagyszámú civil volt velük. A bosnyák kézen levő Travnik területe felé vezető hosszú úton (kb. 80 km) orvlövészek és aknamezők voltak. Az egyik csoportot (kb. 200 fő) elfogták az áttörésben, és a grabovicai Általános Iskola épületébe vitték, ahol mindnyájuknak nyoma elveszett. Az eddig rendelkezésre álló adatok szerint (az ICTY hágai bíróságán tett tanúvallomásból) legtöbbjüket brutálisan kivégezték.
A bosznia-hercegovinai háború idején (1992–1995) a Boszniai Szerb Köztársaság hadseregének tagjai bűncselekményeket követtek el Vrbanj és a környező települések polgári lakossága ellen..]. Ez különösen vonatkozik Večićire, Hrvaćanira, Hanifićire, Garićira, Orahova-ra, Rujevicára.
Az összes környező horvát és bosnyák falut is elpusztították, a helyi lakosságot megölték vagy kiűzték. Az említett települések lakói ellen elkövetett bűncselekmények miatt a számos bizonyíték ellenére még senkit nem ítéltek el.
A vrbanjci „Sveti Sava” Általános Iskolában a bosnyák gyerekek a helyi hatóságok akadékoskodása miatt 2017-ben még nem gyakorolták a nemzetközi és alkotmányos rendelkezések szerinti alapvető emberi jogaikat, és nem kaptak oktatást anyanyelvükön, bosnyák nyelven. Kevesebb horvát hazatérőnek nem volt hasonló kérése. A boszniai háborút lezáró daytoni békeszerződést követő területfelosztásnál Kotor-Varoš község részeként a Szerb Köztársaság területéhez került.

## Gazdaság
A Vrbanja és a Cvrcka folyók lelőhelyein, a Večić–Vrbanja fennsíkon termékeny talaj alakult ki, amelyen a gazdálkodók évszázadokon át ügyesen termeltek élelmiszert saját és piaci szükségleteikre. A környező dombok lejtőin lombhullató (tölgy-gyertyános) erdők, rétek, legelők élőközösségei alakultak ki. Magasabb helyeken, különösen a Cvrcke-kanyon mentén, tiszta tölgyes lombos-tűlevelű állományok találhatók. Különösen vonzó a folyó szurdokvölgye, ahol a gyönyörű „tündérforrások” után több zuhataggal és sok sziklával találkozhatunk. A táj szépsége iránti megnövekedett érdeklődés már most komolyan megzavarja a természetes ökológiai viszonyokat. A sebes pisztráng egyre kevesebb, az időnkénti (kérdőjelezhető sikerű) telepítési erőfeszítések egyebek mellett megkérdőjelezik a helyi pisztrángpopuláció őshonosságát. A terület éghajlata mérsékelten kontinentális, hegy alatti.

## Nevezetességei
- A stećak sírkövekkel rendelkező középkori temető maradványai a Trzan dombon, a Crkvište lelőhelyen. A lelőhelyen Šefik Bešlagić 1971-ben 80 stećak sírkövet jegyzett fel.[5] A stećakok 240 méteres hosszon elszórtan terülnek el, a fő türbétől a völgy felé ereszkedve. Tájolásuk a terepviszonyokhoz igazodik. A stećak sírkövek csoportos elrendezése a falun belüli családi hovatartozásról beszél. A sírkövek alapformája alacsony láda és tábla, különböző méretűek, de a legelterjedtebb az 1,5 (1,2) x 0,9 (0,5) m méretű alacsony láda alakú sírkő. Sok műemléken a felső felület kezeletlen, csak a természeti tényezők hatására csiszolódott. Függőleges oldala részben faragott. A legtöbb példány amorf, vagyis azt a benyomást kelti, mintha természetes kősziklákat helyeztek volna el sírkőként. Néhány hosszú és széles láda alakú méretével kiemelkedik, kidolgozásukban azonban nem. Sok emlékmű a földbe süllyedt és benőtte a moha. Nincsenek díszítések, feliratok.

- Ugyanezen a Trzan-dombon, az azonos nevű, stećak sírkövekkel díszített nekropolisz déli oldalán, 17,70 m-re egy türbe található. A második türbe az elsőtől keletre, maga a Cvrčka folyó mentén, légvonalban mintegy 150 m távolságra található, míg a harmadik Večići község központjában, a Pojputje nevű telken, magánterületen található. Mindhárom türbe nagyon hasonló kinéretű. A Trzanon található türbe némileg eltér a másik kettőtől, mert elöl van egy kis, 1,20 m széles tornáca. A tetőszerkezet három kerek betonoszlopon nyugszik. A türbe méretei hasonlóak és 5,50 x 5,30 m. A falak vastagsága 27-30 cm. Belül egy sírkő található, az első türbében fából, a másik kettőben pedig kőből.

- A régió különleges turisztikai vonzereje a minden augusztus 2-án megrendezett rendszeres Aliđun (Ilindan, Szent Ilija) nevű vásár, melyet a Večićko poljén tartanak. A mező valószínűleg a régi bosnyák rituálék hagyományos gyülekezőhelye volt, ahol az ősi török elleni vesztes csatára és vértanúira emlékeztek. A hely közepén álló ősi türbe nemzeti kulturális műemlék státuszú Bosznia-Hercegovinában.[27]

- A nyári időszakban a Vilen(j)ske vode és a Cvrcke-szurdok látványosságai vonzzák a turistákat.

- A večići régi mecset több mint egy évszázaddal ezelőtt épült és nem sokkal a háború előtt újították fel, és egy új, magas minarettel látták el. A régi mecsetet 1992-ben hónapokig ágyúzták, és súlyosan megsérült. A minaretet félbetörték és levágott felső fele rádőlt a mecsetre, megrongálva az épületet. A háború vége után készült fotón a minaret a mecset tetején és a túlsó (északi oldalon) látható. A minaret törött tengelyének alsó fele még áll több lövedék ütötte lyuk látható benne. Az északnyugati és északkeleti körítőfalakat a mecsetet ért többszörös lövedékbecsapódás károsította. Több lövedék becsapódása miatt lyukak hatolnak be a mecset nagy főkupolájába. A három kis kupola közül kettő a bejárat fölött és a mecset karzatának teteje összetört és elpusztította a ledőlt minaret.[51] A mecsetet a háború után teljesen újjáépítették, ünnepélyes avatása 2003. július 19-én volt.[52]

- A večići új mecset két évvel a háború előtt készült el. Az új mecset minaretjét is ledöntötték, és ugyancsak hiányzott felső fele. A főkupolát több lövedék erősen megrongálta. A mecset belseje tönkrement. A mecset bejárati homlokzatán lévő feliratot golyók roncsolták.[51] A mecsetet a háború után újjáépítették, ünnepélyes avatása 2006. július 22-én volt.[53]

## Fordítás
- Ez a szócikk részben vagy egészben  a   Večići című bosnyák Wikipédia-szócikk ezen változatának fordításán alapul.  Az eredeti cikk szerkesztőit annak laptörténete sorolja fel. Ez a jelzés csupán a megfogalmazás eredetét és a szerzői jogokat jelzi, nem szolgál a cikkben szereplő információk forrásmegjelöléseként.